# 峯岸みなみ
峯岸 みなみ（みねぎし みなみ、1992年〈平成4年〉11月15日 - ）は、日本のタレント、女優、コラムニスト。女性アイドルグループAKB48の元メンバーで、同グループの派生ユニットノースリーブスのメンバー。
東京都板橋区高島平出身。Mama&Son所属。夫はYouTuberグループ・東海オンエアのてつや。

## 来歴
2002年
- 3月、小学生時代に『ハロー!プロジェクト・キッズ オーディション』に応募したが落選した[6][7]。

2005年
- 10月30日、『AKB48 オープニングメンバーオーディション』に合格（応募総数7,924名、最終合格者24名）。応募のきっかけは両親がオーディション雑誌の「秋葉原48プロジェクト」募集の告知に掲載されていた秋元康の写真を見て「凄い人だよ」と言ったことである[8]。

2008年
- 8月、『キャットストリート』でテレビドラマ初レギュラー出演。
- 9月、小嶋陽菜・高橋みなみと共にユニット「ノースリーブス」を結成した。
- 10月、ドラマ『メン☆ドル 〜イケメンアイドル〜』でノースリーブスの一員としてドラマに初主演した。

2009年
- 6月から7月にかけて実施された『AKB48 13thシングル 選抜総選挙「神様に誓ってガチです」』において16位となり、シングル選抜入りを果たした。

2010年
- 3月12日、『チームK 6th Stage「RESET」』公演初日よりチームKのメンバーとして活動開始（5月27日の『チームA 5th Stage「恋愛禁止条例」』公演千秋楽まで旧チームAと兼任）。
- 5月から6月にかけて実施された『AKB48 17thシングル 選抜総選挙「母さんに誓って、ガチです」』において14位となり、シングル選抜入りを果たした。
- 8月3日、横浜BLITZにて開催されたノースリーブスの5thシングル「君しか」発売記念イベントにて、イベントの数日前まで入院していた高橋みなみの代役として、新作の落語『鴨とり』を披露した[9]。指導を受けた春風亭小朝より「春風あさみ」という高座名をもらって臨んだ[9]。

2011年
- 5月から6月にかけて実施された『AKB48 22ndシングル 選抜総選挙「今年もガチです」』において15位となり、シングル選抜入りを果たした[10]。
- 9月20日に開催された『AKB48 24thシングル選抜じゃんけん大会』では3位で、選抜入りを果たす[11]。

2012年
- 5月から6月にかけて実施された『AKB48 27thシングル 選抜総選挙』では14位で、選抜入りを果たした[12]。
- 8月24日、『AKB48 in TOKYO DOME 〜1830mの夢〜』初日公演において、チームBに異動することが発表された[13]。
- 11月1日、チームBに異動[14]。
- 11月3日、チームBウェイティング公演のスターティングメンバーとして新チームでの活動を開始する[15]。

2013年
- 1月31日、同日発売の『週刊文春』で「AKB48 峯岸みなみ若手ダンサー宅お泊まりをスクープ撮!」と題して白濱亜嵐（当時19歳）の自宅に一泊していたことが報じられ、自ら頭髪を丸刈りにした姿で謝罪を行った動画が、AKB48のYouTubeチャンネルにアップロードされた[16][注釈 2]。また、2月1日付で、AKB48正規メンバーとしては2009年1月の早乙女美樹以来4年ぶり2人目となる研究生への降格処分が発表された[17][16]。多数の国際的なメディアがこの事象を報道した[注釈 3]。
- 5月から6月にかけて実施された『AKB48 32ndシングル 選抜総選挙』では18位で、アンダーガールズに選出された[32]。
- 東京スポーツで2013年6月15日号（6月14日発売分）から毎週金曜日に『AKB48峯岸みなみの研究生じろじろリポート』のコラム連載を開始[33]。
- 8月24日、東京ドームで開催された『真夏のドームツアー〜まだまだやらなきゃいけないことがある〜』3日目公演において正規メンバーに復帰するとともに、再発足したチーム4のキャプテンとなることが発表された[34]。

2014年
- 5月から6月にかけて実施された『AKB48 37thシングル 選抜総選挙』では22位で、アンダーガールズに選出された[35]。
- 6月20日から嚢胞性腎疾患の治療のため休養していたが[36][37]、7月8日のチーム4の全国ツアーリハーサル参加に続けて同月9日深夜の『AKB48のオールナイトニッポン』の生放送から復帰[38]。

2015年
- 3月26日、さいたまスーパーアリーナで行われた『AKB48 春の単独コンサート〜ジキソー未だ修行中!〜』においてチームKへの異動および同チームのキャプテンに就任することが発表された[39]。
- 5月から6月にかけて実施された『AKB48 41stシングル 選抜総選挙』では19位で、アンダーガールズに選出された[40]。

2016年
- 4月9日公開の「女子高」で映画初主演を務める[41]。
- 6月に実施された『AKB48 45thシングル 選抜総選挙』では17位で、アンダーガールズのセンターに選出された[42]。
- 7月12日、フォトブック「私は私」（竹書房）を刊行[43]。

2017年
- 4月19日、小嶋陽菜の卒業にともない、グループ唯一の現役1期生メンバーとなる[44]。
- 9月5日、SHOWROOMにおいて、プロダクション尾木の関連会社である「Mama&Son」にパートナーシップ（業務提携）の形で所属していることが明らかになる[45]。

2019年
- 3月-4月、『ミュージカル ふたり阿国』（明治座）に出演。
- 12月8日、『AKB48劇場14周年特別記念公演』において、グループ卒業を発表[46]。

2020年
- 2月21日に行われたチームK「RESET」公演において、村山彩希に続き2人目となる劇場公演通算出演回数1,000回を達成。2005年12月8日の劇場公演デビューから、14年2か月での記録となった[47][48]。
- 4月2日、横浜アリーナにおいて卒業コンサートを予定していたが[46]、新型コロナウイルスの感染拡大の影響により開催延期となったことが同年3月18日のAKB48オフィシャルブログで発表された[49][50]。
- 11月25日に発売された、アイドルグループ・=LOVEの8枚目シングル「青春“サブリミナル”」に収録のカップリング曲「しゅきぴ」において、初めてミュージック・ビデオの監督を務めた[51][52]。

2021年
- 3月29日、延期となっていた卒業コンサートが、5月22日にぴあアリーナMM（横浜市）で開催されることが、ライブストリーミングサービス「17LIVE」での緊急生配信にて発表された[53]。
- 5月12日、劇場公演1,000回出演を記念したレリーフがAKB48劇場ロビーに掲示、公開された[54]。
- 5月20日、自身のレギュラーラジオ番組『峯岸みなみのやっぱり今日も褒められたい』において、5月28日にAKB48劇場で卒業公演を行うことが発表された[55]。
- 5月22日、『17LIVE presents AKB48 15th Anniversary LIVE 峯岸みなみ卒業コンサート〜桜の咲かない春はない〜』がぴあアリーナMMで開催された[56]。
- 5月28日、AKB48劇場で卒業公演を行った[57]。この日で劇場オープン以来の15年5か月、5,651日の在籍となり、劇場公演初日を知る1期生20人は全員卒業となった[57]。翌29日をもってAKB48としての活動が終了した[58]。
- 7月末ごろ、プロダクション尾木より、業務提携として所属していたMama&Sonに移籍。
- 10月17日、根本正勝と共に主演を務めた映画「終わりが始まり」が、京都国際映画祭にて特別招待作品としてワールドプレミア上映[59][60]。2022年5月27日より、池袋シネマ・ロサにて劇場公開された[61]。

2022年
- 5月29日、8月26日から28日にかけて開催される『@JAM EXPO 2022』の親善大使を務めることが発表された[62]。
- 10月より、株式会社ジンズホールディングスが運営するWebオウンドメディア「JINS PARK」の3代目編集長に就任[63][64]。

## 人物
- 愛称およびブログ上での一人称は「みぃちゃん」[注釈 4]。高橋みなみからは「峯ちゃん」と呼ばれる[66]。家では「みなみ」と呼ばれている。
- 「ごく普通の高校生活を送りたい」という希望で、いわゆる「芸能学校」ではない普通高校に通い、2011年3月卒業した[67]。
- 座右の銘は「勝っておごるな、負けて腐るな」で、家訓でもある[68]。
- 小学生のころは学級委員を務めており、根拠のない自信家であったという[69]。
- 性格はネガティブなところがあり、親交の深い早見あかりからも「メンタルが弱い」と指摘されている。人からどう見られているのかが気になり、3分に1回くらいエゴサーチをするという[70]。ネガティブな性格はアイドル時代の経験からきたものであるが、自著ではそういった後ろ向きな性格でも人生を好転させたことが書かれており、ネガティブな点は長所にもなったとしている[71]。
- 岩崎夏海の小説『もし高校野球の女子マネージャーがドラッカーの『マネジメント』を読んだら』（ダイヤモンド社）の主人公「川島みなみ」のモデルである[注釈 5]。

### 趣味嗜好・特技
- 趣味は帽子集めで、50個近いコレクションがある[72]。また、観劇が趣味でモチベーションを保つのが難しい時期は舞台を観に行く時間だけが至福だったと語った[73]。一方、自身の30歳の悩みは趣味がないことと答えている[74]。
- 好きなアーティストはYUI、ゆず、コブクロ、いきものがかり[75]、back number[76][注釈 6]。好きな曲として、ノースリーブスの楽曲のほか、自身が初めてセンターを務めた「逆転王子様」を挙げている[77]。また、朝は「05410-（ん）」（RADWIMPS）[78]、通勤通学時は「オリビアを聴きながら」（杏里）[79]、気合を入れる時は「ゴールデンタイムラバー」（スキマスイッチ）[80]を聴く。
- 少女漫画が好きで、『今日、恋をはじめます』[81]、『こどものおもちゃ』、『Deep Clear』、『きのう何食べた?』[82]、『君に届け』[83]などを愛読する。
- 好きな食べ物は、海老、水炊き、韓国海苔、コロッケ、餃子、フルーツタルト[84][85]。飲食店では「餃子の王将」が好きで、一人でも食べに行くほど[86][出典無効]。好きな人と食べる普通のご飯より、興味のない人と食べるおいしいご飯のほうが好きなタイプで、おいしいものに目がない[87]。
- ダンスが好きで、4歳のころからバレエを習っていた[8]。
- 特技はダンス[68]、高速で舌を動かす「高速ベロ」[85]と、漫画『名探偵コナン』の単行本の表紙を見て内容が分かること[68]。また、体が柔らかい[88]。
- 赤十字救急法救急員養成基礎講習を修了[注釈 7][89]。
- 鳩が苦手である[90]。

### 家族
- 結婚前の家族構成は両親[注釈 8]、2歳上の姉、本人、2歳下の弟の5人家族で、3人姉弟の次女。実家で暮らしていたころは、3段ベッドで就寝していた[92]。「家族に大きい家を買ってあげる」という夢があった[93]。ペットとして、「ジョセフ」「シーザー」の犬2匹[94]、スコティッシュフォールドの「しゃけ茶漬け」[95]を飼育している。
- 2022年8月12日に、Youtuberの東海オンエアのてつやと結婚[96][97]。2021年9月に交際が報道された際には、自身のTwitterアカウントで双方の所属事務所と同様に交際を認めていた[98][99]。この結婚に伴い、運転免許を取得した際には夫の苗字（小柳津）を名乗っていることを公表している[100]。
- 2024年7月14日、第1子女児を出産したことを自身のX（旧Twitter）を通じて報告した[101]。

### 交友関係など
- 芸能界における育ての親はリリー・フランキー、育ての母はミッツ・マングローブ、生みの父は秋元康としている[102]。
- ミッツ・マングローブは『なるほど!ハイスクール』での共演時に峯岸について辛辣な言葉を直接浴びせる[103]などしたが、その後は峯岸を「峯子」と呼び[104]、たびたび食事をともにする仲となった。峯岸が「ミッツさんは私が看取ります！」と直接伝えたり、ミッツが高熱に浮かされた際は峯岸にメールでその状況を伝えるなどしている[105]。
- 峯岸の物真似をしている八幡カオルが参加するAKB48の物まね芸人ユニット『チームG』が2014年10月30日に開催した『チームG 座・高円寺2コンサート 〜するなよ?するなよ?絶対解散発表するなよ?〜』に、峯岸も訪れた[106]。八幡が2014年12月に自費出版した写真集『Smell Sweet』が峯岸にも贈られたが、これについては「何だかげんなりした」などの感想を述べている[107]。
- AKB48メンバー以外では、ドラマ『恋して悪魔〜ヴァンパイア☆ボーイ〜』で共演した西村優奈、桜庭ななみ、岡本玲[108]、高田里穂[109]のほか、SCANDALのRINA[110]、Perfumeら[111]と仲が良い。

### AKB48関連
- オープニングメンバーオーディションの1次審査後に不合格でも来るはずの連絡が無く、「ダメだったんだ」と思いながら電話で問い合せたところ合格者リストに入っており、2次を飛ばして最終審査を受け、当時13歳でオープニングメンバーになった[69]。書類審査で一度落選するも、当時AKB48劇場支配人だった戸賀崎智信が再度書類を見直していたところ、奇しくも自身と同じ誕生日だったことを知り、復活当選となった経緯がある[112][注釈 9]。
- 秋元康は、峯岸は安定感のある抜群なトーク力を持つと評価しており、「20年後、30年後も間違いなく芸能界で活躍している」と言わしめた[113]。AKB48で同期の元メンバー大島麻衣からは「AKB48のトーク番長」と評され[7]、「トークの達人」とも評される[114]。『週刊AKB』では峯岸のトーク力を試す企画で、台本が白紙かつゲストが誰か登場するまで不明な状態で30分の架空のトークをする番組「峯岸みなみの十番勝負 みいちゃんの部屋」の司会を行った。スタジオ観覧者30人中20人がトータライザーのボタンを押せば（司会者として）合格というルールのなか、さくらまやとのトークでは11点だったが、ダンディ坂野、具志堅用高、デーブ・スペクターとのトークではそれぞれ24点、25点、29点で合格点を得た[115][116][117]。
- 一番心に残っている言葉として、秋元康から言われた「嫌われる勇気を持ちなさい」という言葉を挙げている[118]。
- メンバーの中では、同期である1期生のメンバー（高橋みなみ・前田敦子・小嶋陽菜・板野友美・篠田麻里子）とは基本的に総じて仲が良い。また、上記のメンバーに大島優子と指原莉乃を加えて、AKB48における恩人として挙げている[102]。
- 高橋みなみとは名前が同じでWみなみとして親しまれており、高橋は峯岸の両親と一緒に峯岸の中学校の卒業式に出席したほど[119]で、峯岸も頻繁に高橋宅に泊まりに行き「必ず（高橋の）下着を（借りて）穿いて帰っちゃう」[120]という親密な間柄。また、同年齢である指原莉乃[121]や、同じく同年齢かつ研究生時代から推しメンで昇格し同じチームとなった横山由依[75]の他、柏木由紀、宮澤佐江[122]、大島優子[123]らとも仲が良い。
- 平嶋夏海とは初期メンバーの中で唯一の同年齢であったため、とても仲が良い[124]。平嶋と『AKB48 19thシングル選抜じゃんけん大会』で偶然初戦で対戦することとなったが、平嶋が最初にパーを出すと公言していたにもかかわらず、仲が良いがゆえにそれを狙って勝ちに行くことが出来ず自らもパーを出し、結局あいこが4回続いた後負けとなった[124]。
- Google+における、AKB48グループの部活動では自動車部に所属しており、部長を務めていた[125]。
- 『めちゃ×2イケてるッ!』にて行われためちゃの水女子大学附属第48高等学校体育祭において、岡村隆史が「（峯岸は）剛力彩芽に似ている」と指摘したことで剛力の「友達より大事な人」を踊った。このことについては大きな反響があり、『第3回AKB紅白対抗歌合戦』でもバックダンサー（本人）を携えて披露したほか[126]、剛力は「マネしてくれてうれしかった」と感謝のコメントをしている[127]。
- 峯岸が研究生から昇格後、キャプテンを務めていたチーム4に在籍していたメンバーは「峯岸チルドレン」とも呼ばれ、その後、向井地美音はAKB48グループ総監督[注釈 10]に、込山榛香はチームK[注釈 11]、岩立沙穂はチームB[注釈 12]、村山彩希はチーム4[注釈 13]のキャプテンに、岡田奈々はSTU48のキャプテン[注釈 14]にそれぞれ就任している[128]。

## AKB48での参加楽曲

### シングル選抜楽曲
AKB48
- 桜の花びらたち
  - Dear my teacher
- 「スカート、ひらり」に収録
  - 青空のそばにいて
- 会いたかった
  - だけど… - 「チームA」名義
- 制服が邪魔をする
- 軽蔑していた愛情
  - 涙売りの少女
- BINGO!
  - Only today - 「チームA」名義
- 僕の太陽
  - 未来の果実
- 夕陽を見ているか?
  - ビバ! ハリケーン - 「ひまわり組」名義
  - 夕陽を見ているか?（ひまわり2.1Mix）
- ロマンス、イラネ
  - 愛の毛布 - 「ひまわり組」名義
  - ロマンス、イラネ（ひまわり 2nd 2.1Mix）
- 桜の花びらたち2008
  - 最後の制服
- Baby! Baby! Baby!
  - 夢を死なせるわけにいかない
- 大声ダイヤモンド
  - 109（マルキュー） - 「チームA」名義
  - 大声ダイヤモンド（team A ver.）
- 10年桜
  - 桜色の空の下で
- 涙サプライズ!
- 言い訳Maybe
- RIVER
- 桜の栞
  - Choose me! - 「チームYJ」名義
- ポニーテールとシュシュ
- ヘビーローテーション
  - ラッキーセブン
  - 野菜シスターズ
- Beginner
- 「チャンスの順番」に収録
  - 予約したクリスマス
  - ALIVE - 「team K」名義
- 桜の木になろう
- Everyday、カチューシャ
  - これからWonderland
  - ヤンキーソウル
- フライングゲット
  - 青春と気づかないまま
  - 野菜占い
- 風は吹いている
- 上からマリコ
  - ノエルの夜
  - ゼロサム太陽 - 「Team K」名義
- GIVE ME FIVE!
  - 羊飼いの旅 - 「スペシャルガールズB」名義
- 真夏のSounds good !
- ギンガムチェック
  - 夢の河
- UZA
  - 正義の味方じゃないヒーロー - 「Team B」名義
- 「永遠プレッシャー」に収録
  - とっておきクリスマス
  - 永遠より続くように - 「OKL48」名義
- So long !
  - そこで犬のうんち踏んじゃうかね? - 「梅田TeamB」名義
- 「さよならクロール」に収録
  - ハステとワステ - 「BKA48」名義
  - LOVE修行 - 「研究生」名義
- 「恋するフォーチュンクッキー」に収録
  - 愛の意味を考えてみた - 「アンダーガールズ」名義
  - 最後のドア
  - 涙のせいじゃない
- ハート・エレキ
  - 清純フィロソフィー - 「Team 4」名義
- 「鈴懸の木の道で「君の微笑みを夢に見る」と言ってしまったら僕たちの関係はどう変わってしまうのか、僕なりに何日か考えた上でのやや気恥ずかしい結論のようなもの」に収録
  - Mosh & Dive
  - Party is over
- 前しか向かねえ
- ラブラドール・レトリバー
  - 今日までのメロディー
  - ハートの脱出ゲーム - 「Team 4」名義
- 「心のプラカード」に収録
  - 誰かが投げたボール - 「アンダーガールズ」名義
- 希望的リフレイン
  - 目を開けたままのファーストキス - 「Team 4」名義
- 「Green Flash」に収録
  - 春の光 近づいた夏
- 僕たちは戦わない
  - Summer side - 「セレクション16」名義
- 「ハロウィン・ナイト」に収録
  - さよならサーフボード - 「アンダーガールズ」名義
- 唇にBe My Baby
  - お姉さんの独り言 - 「Team K」名義
  - 背中言葉
- 君はメロディー
- 翼はいらない
  - 哀愁のトランペッター - 「Team K」名義
- 「LOVE TRIP/しあわせを分けなさい」に収録
  - 伝説の魚 - 「アンダーガールズ」名義
- 「ハイテンション」に収録
  - また あなたのことを考えてた - 「チームボーカル」名義
- シュートサイン
- 願いごとの持ち腐れ
  - あの頃の五百円玉
- 「#好きなんだ」に収録
  - だらしない愛し方 - 「アンダーガールズ」名義
- 11月のアンクレット
  - 予想外のストーリー - 「ボーカル選抜」名義
- 「Teacher Teacher」に収録
  - 終電の夜 - 「Team K」名義
- 「センチメンタルトレイン」に収録
  - サンダルじゃできない恋 - 「アンダーガールズ」名義
- 「NO WAY MAN」に収録
  - 池の水を抜きたい - 「池の水選抜」名義
- 失恋、ありがとう
  - また会える日まで - 卒業ソング

AKB48 チームサプライズ
重力シンパシー公演
- 重力シンパシー
- 水曜日のアリス
- 素敵な三角関係
- 旅立ちのとき
- AKBフェスティバル
- キミが思ってるより…
- 女神はどこで微笑む?

バラの儀式公演
- 未来が目にしみる
- 最後にアイスミルクを飲んだのはいつだろう?
- 失恋同盟
- バラの儀式
- 美しい狩り
- 愛の川
- ほっぺ、ツネル

### アルバム選抜楽曲
- 『神曲たち』に収録
  - Baby! Baby! Baby! Baby!
  - 君と虹と太陽と
- 『SET LIST〜グレイテストソングス〜完全盤』に収録
  - Seventeen
  - あなたがいてくれたから
- 『ここにいたこと』に収録
  - 少女たちよ
  - 僕にできること - 「Team K」名義
  - 風の行方
  - ここにいたこと
- 『1830m』に収録
  - ファースト・ラビット
  - 家出の夜 - 「Team K」名義
  - 行ってらっしゃい
  - 青空よ 寂しくないか?
- 『次の足跡』に収録
  - After rain
  - チーム坂 - 「Team 4」名義
  - イチニノサン
- 『ここがロドスだ、ここで跳べ!』に収録
  - 愛の存在
  - パナマ運河
  - 涙は後回し - 「峯岸Team 4」名義
- 『0と1の間』に収録
  - 愛の使者 - 「Team K」名義
- 『サムネイル』に収録
  - あの日の自分
  - すべては途中経過

### その他の参加楽曲
- 離れていても

### 未音源化曲
- 私に似てる（ニンテンドー3DS用ソフト『AKB48+Me』収録曲）

ぱちスロAKB48 勝利の女神
- ヘビーローテーション
- AKBフェスティバル

ぱちんこ AKB48-3 誇りの丘
- 誇りの丘

### 劇場公演ユニット曲
チームA 1st Stage「PARTYが始まるよ」
- キスはだめよ（2nd UNIT）
- 星の温度

 チームA 2nd Stage「会いたかった」
- 渚のCHERRY
- リオの革命

 チームA 3rd Stage「誰かのために」
- 投げキッスで撃ち落せ!
- 制服が邪魔をする

 チームA 4th Stage「ただいま恋愛中」
- 純愛のクレッシェンド

 ひまわり組 1st Stage「僕の太陽」
- アイドルなんて呼ばないで（早野薫とのダブルスタンバイ）
- 愛しさのdefence

 ひまわり組 2nd Stage「夢を死なせるわけにいかない」
- Bye Bye Bye

 チームA 5th Stage「恋愛禁止条例」
- 恋愛禁止条例

 THEATRE G-ROSSO「夢を死なせるわけにいかない」公演
- Bye Bye Bye（平嶋夏海・石田晴香のスタンバイ）

 チームK 6th Stage「RESET」
- 逆転王子様

梅田チームB ウェイティング公演
- 思い出以上（チームS 3rd Stage「制服の芽」、松井珠理奈のポジション）

 研究生公演「僕の太陽」
- アイドルなんて呼ばないで（大森美優のユニットアンダー）

研究生公演「パジャマドライブ」
- てもでもの涙（岡田奈々のユニットアンダー）
- 鏡の中のジャンヌ・ダルク（大森美優のユニットアンダー）

峯岸チーム4「手をつなぎながら」公演
- この胸のバーコード

峯岸チーム4「アイドルの夜明け」公演
- 天国野郎

春風亭小朝「イブはアダムの肋骨」公演
- 黒い天使（チームA 5th Stage「恋愛禁止条例」、前田敦子のポジション）
- 大声ダイヤモンド（アカペラ・ボイスパーカッションver. リードボーカル担当）

峯岸チームK「最終ベルが鳴る」公演
- おしべとめしべと夜の蝶々
- 22人姉妹の歌

小嶋陽菜「好感度爆上げ」公演
- スカート、ひらり（宮崎美穂のユニットアンダー）
- Relax!
- 制服が邪魔をする

「サムネイル」公演
- ひび割れた鏡

井上ヨシマサ「神曲縛り」公演
- Everyday、カチューシャ（ボサノヴァver. ボーカル担当）
- 孤独な星空

「パジャマドライブ」リバイバル公演
- 鏡の中のジャンヌ・ダルク

込山チームK「RESET」公演
- 心の端のソファー

「僕の夏が始まる」公演
- 女神はどこで微笑む?（岡田奈々のユニットアンダー）

## 作品

### 映像作品
| # | リリース日    | タイトル | レーベル     | ISBN          | 販売形態 |
| - | ------------- | -------- | ------------ | ------------- | -------- |
| 1 | 2008年12月5日 | South    | ワニブックス | 9784847041433 | DVD      |

### ソロ楽曲
- 私は私（作詞：秋元康、作曲：吉木絵里子、編曲：武藤星児）
- サヨナラに気づいて…（作詞：秋元康、作曲：佐伯高志、編曲：高島智明）
- 半分こ（作詞：秋元康、作曲：緒形真平、編曲：市川裕一）
- 君に恋をした（作詞・作曲：川本真琴、編曲：立山秋航）

## 監督・編集作品

### ミュージック・ビデオ
- =LOVE
  - 「しゅきぴ」[129]
  - 「ウィークエンドシトロン」[130]

### 書籍
- S Cawaii! 特別編集 AKB48スペシャル（通常版：2022年6月2日 / Amazon限定版：6月4日、主婦の友社） - 編集長[131][132]

## 出演

### 映画
- あしたの私のつくり方（2007年4月28日、日活） - 日南子のクラスメイト 役[133]
- 伝染歌（2007年8月25日、松竹） - 井上留美 役
- もし高校野球の女子マネージャーがドラッカーの『マネジメント』を読んだら（2011年6月4日、東宝） - 北条文乃 役
- 女子高（2016年4月9日、ユナイテッドエンタテインメント） - 主演・高橋香月 役[41][134]
- 終わりが始まり（2021年10月17日、京都国際映画祭上映作品 / 2022年5月27日劇場公開、トキメディアワークス） - 主演・吉田マイコ 役（根本正勝とW主演）[135][136][137]
- 大事なことほど小声でささやく（2022年10月21日公開、SDP） - ミレイ（井上美鈴）役[138]

### テレビ

#### ドラマ
- ジョシデカ!-女子刑事- 第2話（2007年10月25日、TBS） - 少女K 役
- コスプレ幽霊 紅蓮女（2008年2月8日、テレビ東京） - ドール 役
- キャットストリート（2008年8月28日 - 10月2日、NHK総合） - 生徒 ゆかり 役
- メン☆ドル 〜イケメンアイドル〜（2008年10月10日 - 12月26日、テレビ東京） - 主演・音羽ヒナタ / クウ 役（小嶋陽菜・高橋みなみとトリプル主演）[139]
- 恋して悪魔〜ヴァンパイア☆ボーイ〜（2009年7月7日 - 9月8日、関西テレビ） - 稲葉早紀 役
- マジすか学園 第5話・最終話（2010年2月5日・3月26日、テレビ東京） - 峯岸みなみ（生徒会長） 役
- 桜からの手紙 〜AKB48 それぞれの卒業物語〜（2011年2月26日 - 3月6日、日本テレビ） - 峯岸みなみ 役[140]
- マジすか学園2（2011年4月15日 - 7月1日、テレビ東京） - 尺（元生徒会長） 役
- 北海道放送開局60周年記念作品「スープカレー」（2012年4月13日 - 6月29日（北海道放送） / 4月16日 - 6月25日（TBS）、HBC・TBS） - 大泉編・夏川メグミ 役[141][142]
  - スープカレー特別編（2013年1月2日・3日、HBC）
- So long ! 第3話（2013年2月13日、日本テレビ） - 渡瀬美月 役[143]
- 女子高警察（2014年2月17日 - 3月16日、フジテレビ） - 謎の女子高生 / 内部捜査官 役
- 青山ワンセグ開発 人間観察ミーティングドラマ ただいま会議中 - 主演・カワハラナナ 役（全10回）
  - NHKワンセグ2（2014年10月3日 - ）
  - NHK Eテレ（2015年1月26日 - 3月30日）
- AKBホラーナイト アドレナリンの夜 第35話「クレーム」（2016年2月11日、テレビ朝日） - 主演・京子 役[144]
- AKBラブナイト 恋工場 第9話「帰り道」（2016年5月19日、テレビ朝日） - 主演・愛佳 役[145]
- 離婚なふたり（2019年4月5日・12日、テレビ朝日） - 刈谷エマ 役[146]
- スロイジ・ドラマチックシアター「その記憶はトンネルを抜けて」（2021年9月14日、関西テレビ） - 主演・麻生レイカ 役[147][注釈 15]
- アンラッキーガール! 第4話（2021年10月28日、読売テレビ） - 野中美希 役[148]

#### バラエティ・情報番組
- ファイテンション☆デパート（2007年1月15日 - 3月26日、テレビ東京・BSジャパン）
- PON!（2010年4月2日 - 2011年3月25日、日本テレビ） - 金曜日レギュラー
- ジャパーン47ch（2011年4月27日 - 9月21日、毎日放送） - 初の単独レギュラー
- ジャパーン47chスーパー!（2011年10月19日 - 12月7日、毎日放送）[149]
- AKB自動車部（2012年4月28日 - 9月29日、フジテレビ） - 自動車部部長
- スナック喫茶エデン（2012年10月21日 - 2013年3月24日、フジテレビ） - みぃちゃん 役[150]
- AKB子兎道場（2012年12月7日 - 2014年3月28日、テレビ東京） - 2013年3月までメインMC
- 未来予言TV ノストラダムス（2014年1月17日 - 2月7日、フジテレビ） - 予言者（パネラー）[151]
- UTAGE!（2014年5月19日 - 2015年9月29日・不定期出演、TBS）
- しくじり先生 俺みたいになるな!!（2015年10月2日 - 不定期出演、テレビ朝日）
- Momm!!（2015年11月9日 - 不定期出演、TBS）
- オタ恋（2016年11月26日 - 12月3日、BS朝日）
- コジハルタビ（2017年2月7日 - 28日、テレビ東京）[152]
- 荒野女子部Season2 〜ただいま交戦中〜（2020年2月8日 - 8月8日、BSフジ） - MC[153]
- まっちゃんねる（フジテレビ）
  - 女子メンタル
    - シーズン1（2020年10月24日） - 参加者
    - シーズン2（2021年6月19日） - 見届け人

  - イケメンタル（2021年6月19日） - 見届け人
- クイズピンチヒッター（2020年12月28日、フジテレビ） - MC[154]
- 痛快TV スカッとジャパン ショートドラマ（フジテレビ）
  - 神様お願いスカッとシリーズ（2021年5月24日）[155]
  - 合コンで起こった奇跡（2021年9月6日）[156]
- AKB48 サヨナラ毛利さん（2022年4月8日 - 2023年3月24日、日本テレビ）[157][注釈 16]
- ハワイに恋して！（2023年4月10日 - 6月5日、BS12 トゥエルビ） - シーズンゲスト[158]
- オールナイトフジコ（2023年4月15日 - 2024年3月2日、フジテレビ）[159][注釈 17]
- 超懐古心理遊戯 チャイルドプレイ（2023年10月13日 - 11月17日、読売テレビ）[160]
- 趣味どきっ! 「源氏物語の女君たち」（2024年2月7日 - 14日・3月20日 - 27日、NHK Eテレ）[161]

#### ドキュメンタリー
- 2017 佐渡裕とスーパーキッズ〜AKB48峯岸みなみと小さな演奏家たち〜（2017年9月28日、毎日放送）[162]
- フードトラッカー峯岸みなみ（2021年7月12日 - 8月30日、全8話、WOWOWプライム・WOWOWオンデマンド）[163]

#### その他の特別番組
- 吉野川を制す者は世界を制す AKB48峯岸みなみinウォータースポーツのまち・徳島県三好市（2018年2月24日、BS日テレ）[164]
- 福島テレビ開局55周年記念番組「セキガハラ!!〜偉人の子孫ハッケン旅〜」（2018年3月2日、福島テレビ） - 姫 役[165][166]
- ドキドキ五えもん大作戦（2022年3月19日、フジテレビ） - MC[167]
- 卒業RECORD #ソツレコ（2022年3月27日、毎日放送）[168]
- 加藤諒&峯岸みなみの夏休み!北陸新幹線で行く 長野・富山・石川 イチ推し癒やしツアー（2022年7月27日、SBC・MRO / 8月3日、TUT）[169][注釈 18]
- DIVAチャン！〜アイドルで一番歌がウマいのは誰？（2022年8月15日、日テレプラス） - MC[171]
- メ〜テレ60周年 地元あるあるでネタづくり!地産地笑まんざい（2023年2月19日、メ〜テレ） - MC[172]
- ロッチのハワイ住んじゃう?〜峯岸みなみも一緒に海外移住視察旅〜（2023年11月4日、テレビ東京系）[173]

### ラジオ
- ノースリーブスの「週刊ノースリー部」（2009年10月10日 - 2016年12月25日、ニッポン放送）
- AKB48 峯岸みなみのオールナイトニッポンモバイル（2010年4月9日 - 12月10日、モバイル1242・レコチョク）[174][175]
- リッスン? 〜Live 4 Life〜（2011年3月[注釈 19]・6月・11月1日・2012年9月11日、文化放送） - 火曜パーソナリティ
- 峯岸みなみのやっぱり今日も褒められたい（2020年10月1日 - 2021年9月30日、TOKYO FM） - パーソナリティ
- カラフルオセロ（2021年9月29日 - 2022年3月24日、文化放送） - 水曜パーソナリティ[176]
- カジ旅フリープレゼンツ NON STYLEと峯岸みなみのフリースタイルジャーニー（2021年10月2日 - 2022年3月20日、ニッポン放送[注釈 20]）
- みねじか supported by niconico（2022年10月2日 - 2023年3月26日、TOKYO FM） - パーソナリティ[178]

#### 特別番組
- 高橋みなみ・小嶋陽菜・峯岸みなみ・ノースリーブスのオールナイトニッポンR（2009年11月28日・2010年4月23日、ニッポン放送）[179]
- ノースリーブスのオールナイトニッポン（ニッポン放送）
  - （2010年12月29日）[180]
  - （2018年11月7日）[181]
- 峯岸みなみと麻布競馬場 ユトリノサトリ（2022年12月30日、ニッポン放送）[182]

### インターネットテレビ

#### ドラマ
- ジョシデカ!-女子刑事- ウェビソード（2007年10月1日 - 、TBS BooBo BOX）
- 言霊の女たち。（2010年7月5日 - 26日、LISMO Channel） - 主演・ミズキ 役
- 続・言霊の女たち。（2011年6月3日 - 24日、LISMO Channel・J:COM JCNコミュニティチャンネル） - 主演・ミズキ 役
- 奥様は峯岸みなみ（2021年3月26日配信、全2話、ひかりTV公式YouTubeチャンネル） - 主演・本人 役[183]

#### バラエティ
- オジきゅんです!（2021年1月30日 - 3月20日、ABEMA） - MC[184]
- ドキュメンタル番外編 女子メンタルfromまっちゃんねる（2021年6月19日配信開始、Amazonプライム・ビデオ）- シーズン1・シーズン2
- ドキュメンタル番外編 イケメンタルfromまっちゃんねる（2021年6月19日配信開始、Amazonプライム・ビデオ）
- トークサバイバー!（2022年3月8日配信開始、Netflix） - シーズン1
- シャッフルアイランド（ABEMA SPECIALチャンネル） - MC
  - Season2（2022年7月5日 - 8月23日）[185][186]
  - Season3（2022年11月30日 - 2023年1月18日）[187]
  - Season4（2023年7月21日 - 9月8日）[188]
  - Season5（2024年7月12日 - 8月30日）[189]
- カレ&カノジョの家、ついて行ってイイですか?（2022年8月31日 - 9月14日、全3話、TVer）[190]
- インシデンツ 第4話「ノストラダムスの大予言」/「家族の計画性」（2022年12月30日、DMM TV）[191]
- 潜入!ウラ社会見学（2024年6月6日 - 7月4日、DMMTV） - MC[192]
- 秘密のママ園（2025年3月30日 - 、ABEMA） - MC[193][194]

### ネット配信
- オーディオドラマ「モンジャラのかくれが」（2022年2月18日 - 、全3話、ポケモンKids TV） - 主人公・啓介 役（声の出演）[195]

### 舞台
- リーディングドラマ「もしもキミが。」（2011年9月1日 - 9日、PARCO劇場） - 冬本麻樹 役[196]
- リーディングシアター「恋工場」（2016年9月18日、ベルサール渋谷ガーデン Cホール）[197]
- KAAT神奈川芸術劇場プロデュース「三文オペラ」（2018年1月23日 - 2月4日、KAAT神奈川芸術劇場ホール / 2月10日、札幌市教育文化会館 大ホール） - ルーシー 役[198][199]
- ミュージカル「ふたり阿国」（2019年3月29日 - 4月15日、明治座） - お丹（二代目阿国） 役[200][201][202]
- 夏休み企画・岡山豪雨災害復興支援舞台「ももたろう」（2019年7月22日 - 8月8日、ルミネtheよしもと / 9月21日、倉敷市民会館） - お華 役[203]
  - 冬休み企画「ももたろう」配信版（2021年12月25日、配信上演：FANY Channel）[204]
- パルコ・プロデュース 2022「ロッキー・ホラー・ショー」（2022年1月13日 - 16日、KAAT神奈川芸術劇場ホール / 1月20日 - 23日、森ノ宮ピロティホール / 1月29日・30日、上野学園ホール / 2月4日 - 6日、北九州芸術劇場 大ホール / 2月12日 - 28日、PARCO劇場） - コロンビア 役[205][206]

### ミュージック・ビデオ
- AKB48「気づかれないように…」 - 友情出演[207][注釈 21]
- マハラージャン（アルバム「正気じゃいられない」に収録）
  - 君の歯ブラシ[208]
  - その気にさせないで[209]
- フジコーズ「ウェーイTOKYO」（2023年）[210]

### CM・広報
- Kaspersky Internet Security「カスペルスキー×AKB48 峯岸化フライングゲットキャンペーン」（2011年9月9日 - 、カスペルスキー・ラブス・ジャパン）[211]
- ライザップ（2016年、健康コーポレーション）[212]
  - 「回る峯岸みなみ」篇（2016年1月15日 - ）[213]
  - 「ライザップの技術」篇・「ライザップのカラダ」篇・「ライザップの食事」篇（2016年2月1日 - ）[214]
- 湖池屋STRONG「峯岸みなみ編」（2021年3月13日 - 、湖池屋）[215]
- PICO 4（2022年9月29日 - 、PICO Technology Japan） - アンバサダー[216]
- SHElikes（シーライクス） 秋のキャンペーン（2022年10月1日 - 11月30日、SHE） - イメージモデル[217]
  - WebCM「シーライクスで新しい自分に」（2022年9月30日 - ）[218]
- ケアセラ APフェイス&ボディ乳液 インフォマーシャル（2023年3月5日、ロート製薬）[注釈 22][219]
- 悠々西遊 WebCM（2024年、Playbest Limited）
  - 第1弾（2024年2月15日 - ）[220]
  - 第2弾（2024年2月29日 - ）[221]
- ゴキッシュ スッ、スゴい！「姉妹でプッシュ」篇・「ゴキッシュの唄」篇（2024年4月5日 - 、アース製薬） - 双子の妹・レミ 役（高橋みなみと共演）[222]
- アミノバリュー 「子育てしながら運動を続けたい30代女性」篇（2024年12月3日 - 、大塚製薬）[223]

### ゲーム
- ヒロコレ〜あつまれ英雄！爽快バトル〜（2023年、Rekoo Japan） - ゼノビア 役[224]

### イベント
- ザンジバルナイト2013（2013年9月21日、新木場STUDIO COAST）[225][注釈 23]
- いつもカラオケで歌う歌なら緊張せず上手く歌えるのか!? 峯岸みなみ、十八番リサイタル（2014年11月28日、AKB48 CAFE&SHOP AKIHABARA シアターカフェ）
- Rakuten GirlsAward 2018 AUTUMN/WINTER（2018年9月16日、幕張メッセ） - シークレットゲスト[226]
- 第11回国際水協会世界会議・展示会 サイドイベント『それってホント?世界の水問題と日本の水事情!!』（2018年9月17日、TFTホール） - トークセッションゲスト
- 17LIVE リブランディング方針に関する発表会（2021年9月10日） - ゲスト[227]
- Fashion & Cosmetics SPECIAL FESTIVAL（2021年11月13日、ライブ配信：LIVE PARK） - スペシャルMC[228]
- @JAM EXPO 2022（2022年8月26日 - 28日、横浜アリーナ） - 親善大使・MC[229]
- CHOOSE YOUR LIFE FES #18歳の成人式 2023（2023年3月8日、恵比寿ザ・ガーデンホール）[230]
- IDOL WAVE in TOKYO（2023年12月29日、国立代々木競技場 第二体育館） - MC[231]

## 書籍

### 写真集
- B.L.T. U-17 summer（2008年8月7日、東京ニュース通信社）ISBN 978-4863360174
- SOUTH（2008年8月23日、ワニブックス、撮影：橋本雅司）ISBN 9784847041204

### 著書・フォトブック
- 私は私 峯岸みなみフォト&エッセイ（2016年7月12日、竹書房、撮影：藤代冥砂）ISBN 978-4801908116
- 短所ネガティブ 長所ネガティブ（2022年9月1日、主婦の友社）ISBN 978-4074523573

### 雑誌連載
- UP to boy（2011年2月23日 - 、ワニブックス） - 「峯岸会談」を連載。
- 週刊プレイボーイ（2011年5月2日 - 、集英社） - 「AKB48でもわかるニュースの言葉」を指原莉乃と共同連載[注釈 24]。
- Myojo（2011年10月22日 - 2013年12月21日、集英社） - 「峯岸みなみの女の子にもっと好かれたい!!」を連載。
- 男子食堂（2012年6月20日 - 、KKベストセラーズ） - 「AKB48峯岸みなみの作ってあげたいカフェごはん」を連載。
- 別冊少年チャンピオン（2014年9月12日 - 、秋田書店） - 「若いうちからいろいろありました！！」を連載[232]。
- シアターガイド（2018年7月号 - 、モーニングデスク）- 「わたしの今月」

### 新聞連載
- AKB48峯岸みなみのチーム4&研究生じろじろリポート[注釈 25]（2013年6月12日 - 、東京スポーツ）
- 峯岸みなみの「できれば明日も褒められたい」（2020年9月1日 - 、朝日新聞社）

### Web連載
- non-no web（2023年1月15日 - 22日、集英社） - 「峯岸みなみのお悩み相談室」を連載[233]

### 関連書籍
- 不登校・中退生のための進路相談室2021 やりたいことから学校を選ぶ!（2020年8月11日、学びリンク） - 表紙・インタビュー収録 ISBN 978-4908555350

### カレンダー
- 峯岸みなみ 2011年カレンダー（2010年9月30日、ハゴロモ）
- 峯岸みなみ 2012年カレンダー（2011年11月19日、ハゴロモ）
- 峯岸みなみ 2012 TOKYOデートカレンダー（2011年11月29日、ハゴロモ）
- 峯岸みなみ カレンダー2013年（2012年11月30日、ハゴロモ）
- 卓上 峯岸みなみ カレンダー2013年（2012年12月7日、ハゴロモ）
- 壁掛 峯岸みなみ カレンダー2014年（2013年12月6日、ハゴロモ）
- 卓上 峯岸みなみ カレンダー2014年（2013年12月6日、ハゴロモ）
- 壁掛 峯岸みなみ カレンダー2015年（2014年12月13日、ハゴロモ）
- クリアファイル付 卓上 峯岸みなみ カレンダー2015年（2014年12月13日、ハゴロモ）